# Гаавіо Мартті
Мартті Генріккі Гаавіо (фін. Martti Henrikki Haavio, пс. П. Мустап'яя [фін. P. Mustapää]) (22 січня 1899—4 лютого 1973) — фінський етнолог, міфолог та поет.
У поетичній творчості впливи Т. С. Еліота та Р. Кіплінґа; Фінська міфологія.